# 梵梵温泉
座標: 北緯24度36分58秒 東経121度31分24秒 / 北緯24.616122度 東経121.523395度
梵梵温泉（ぼんぼんおんせん）は、台湾宜蘭県大同郷英士村の温泉（野湯）。
温泉の語源はタイヤル語のBONBON（温泉から湯が湧き出す時の音を指す）に由来する。このため、当初は日本語読みで梵梵（ボンボン）と呼ばれていたが、現在使用されている北京語の発音（fànfàn）だと音が一致しないため、芃芃温泉（péngpéng wēnquán ほうほうおんせん）に改名すべきとの意見もある。
2016年12月24日、梵梵温泉においてCMを撮影する際、雪景色を表現するために200キロもの塩を河原に撒き、周囲の環境が汚染される事件が発生した。

## 泉質
梵梵温泉は湧出量は少ないものの、年間を通して枯れることはない。水質は透明で澄み渡っており、泉温は約60℃、pH6.4。炭酸水素イオン約707ppm、ナトリウムイオン約326ppmを含む炭酸水素塩泉。
なお、雨天時や大雨の後には水没している場合もある。